# Les Fourmis rouges
Pour plus de détails, voir Fiche technique et Distribution.
Les Fourmis rouges est un film franco-belgo-luxembourgeois réalisé par Stéphan Carpiaux et sorti en 2007.

## Synopsis
Après la mort accidentelle de sa mère, Alexandra, 16 ans, décide de la remplacer auprès de son père pour sortir ce dernier de sa dépression et de son alcoolisme.
Elle fait la rencontre d'Hector un pianiste surdoué mais autiste qui vit sous l'emprise de sa vieille tante.

## Fiche technique
- Titre français : Les Fourmis rouges
- Réalisation : Stéphan Carpiaux
- Scénario : Stéphan Carpiaux et Laurent Denis
- Photographie : Philippe Guilbert
- Musique : Frédéric Vercheval
- Pays d'origine :  France /  Belgique /  Luxembourg
- Genre :  Film dramatique
- Date de sortie : 2007

## Distribution
- Déborah François : Alex
- Frédéric Pierrot : Franck
- Arthur Jugnot : Hector
- Julie Gayet : Anne
- Thomas Coumans